# Port lotniczy Anse-a-Galets
Port lotniczy Bowen – lokalny port lotniczy zlokalizowany w miejscowości Anse-à-Galets, na Haiti.